# Franz Wasner

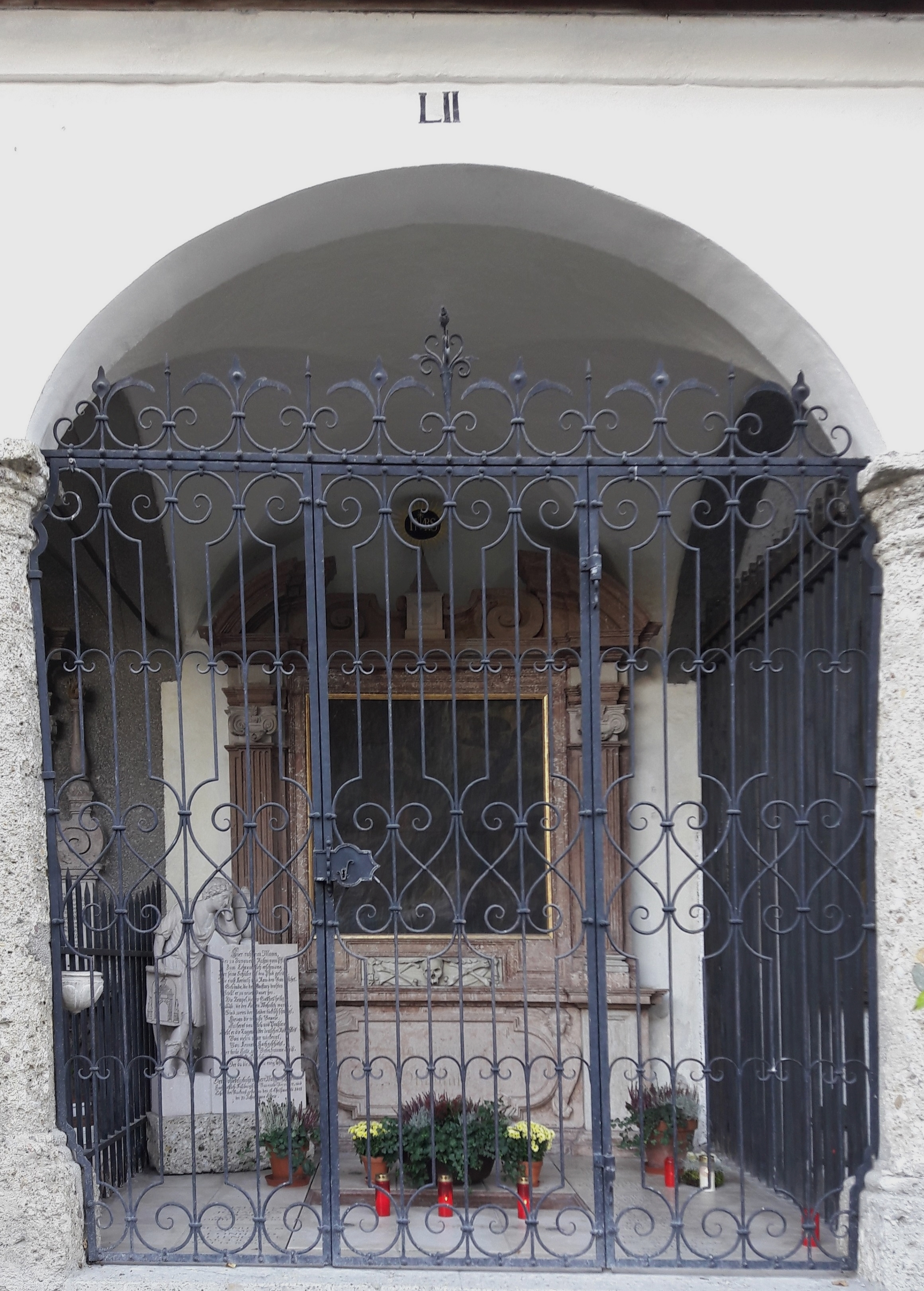
Petersfriedhof Salzburg, Gruft Nr. 52 mit Domherrengräbern.

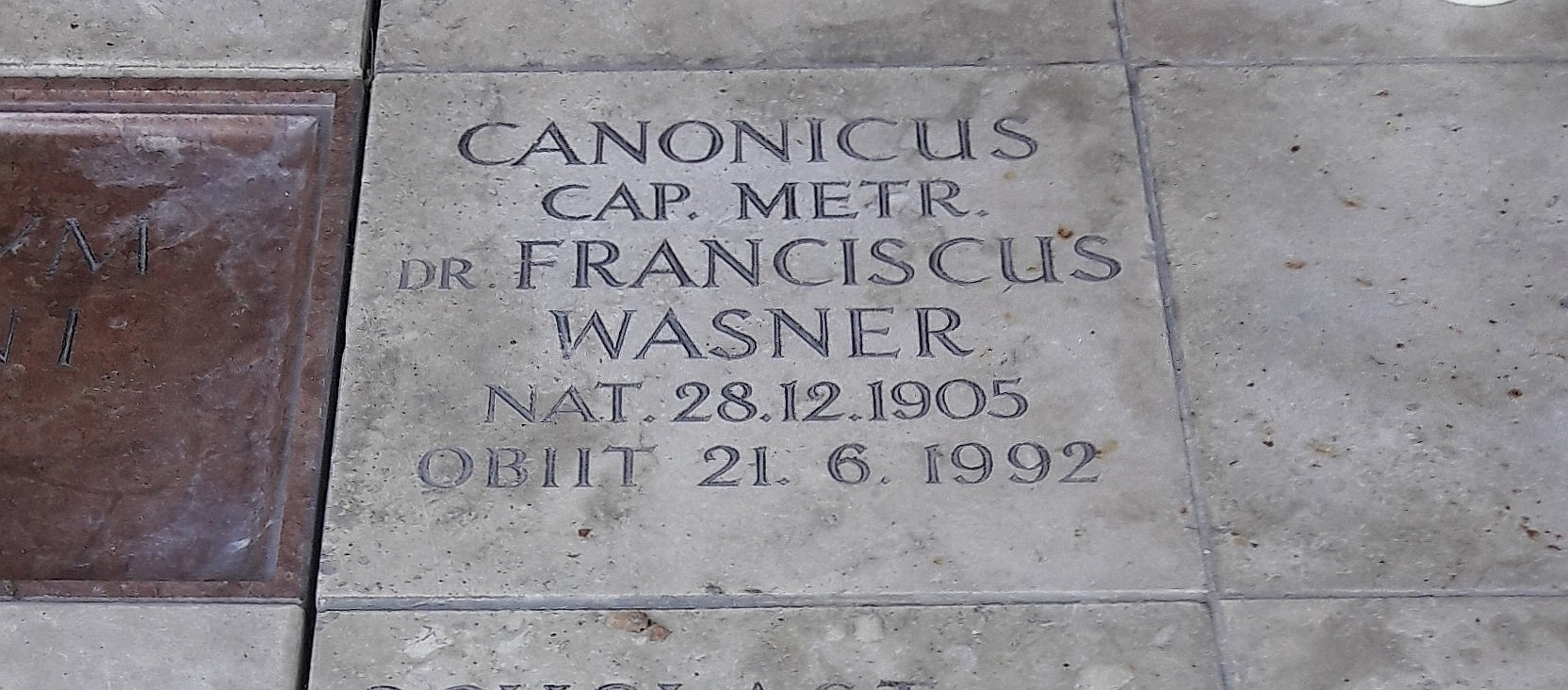
Petersfriedhof Salzburg, Gruft Nr. 52: Grabinschrift von Franz Wasner

Franz Mathias Wasner (* 28. Dezember 1905 in Feldkirchen bei Mattighofen; † 21. Juni 1992 in Salzburg) war ein römisch-katholischer Theologe. 1967 bis 1981 war er Rektor der Anima in Rom, zudem betätigte er sich als  Missionar und künstlerischer Leiter der Trapp Family Singers.

## Leben
Franz Wasner wurde 1929 von Erzbischof Ignatius Rieder zum Priester geweiht. Anschließend studierte er Kirchenrecht in Rom, worin er auch das Doktorat erwarb. Während seines Studiums in Rom lebte er im Priesterkolleg des Päpstlichen Instituts Santa Maria dell’Anima.
Sein musikalisches Talent konnte er in der Villa von Georg von Trapp in Aigen bei Salzburg demonstrieren und begleitete in Folge die Trapp-Familie nach der Besetzung Österreichs durch die deutsche Wehrmacht auch in die Emigration und war darüber hinaus auch geistlicher Beistand der Familie. Das über 150 Stücke umfassende Repertoire der Trapp Family Singers wurde meist von Franz Wasner arrangiert. Während der Konzerte dirigierte er die Sänger. Er trug wesentlich zum professionellen Profil der Trapps bei, da seine priesterliche Kleidung in zahlreichen Auftritten deutlich die österreichisch-katholischen Sympathien der Trapps belegte. Maria Trapp beendete öfter ein Konzert mit der Vorstellung Wasners als „our spiritual counselor, musical leader, and very good friend, Father Franz Wasner.“
Nach der Auflösung des weltbekannten Chors im Jahr 1956 ging Wasner als Missionar auf die Fidschi-Inseln. Danach war er von 1967 bis 1981 Rektor des Päpstlichen Instituts Santa Maria dell’ Anima in Rom, wo sich auch sein Nachlass im Archiv befindet.
1972 wurde er Mitglied des Salzburger Domkapitels und komponierte weitere Musikstücke.
Seine Heimatgemeinde Feldkirchen bei Mattighofen ernannte ihn zum Ehrenbürger. Franz Wasner ist in der Gruft des Domkapitels Salzburg auf dem Petersfriedhof Salzburg (Gruft Nr. 52) beigesetzt.